# Catherine Deneuve
Catherine Deneuve, pseudonimo di Catherine Dorléac (Parigi, 22 ottobre 1943), è un'attrice, attivista e produttrice cinematografica francese, candidata all'Oscar per la miglior attrice nel 1993.

## Biografia
Considerata una delle più grandi attrici europee, Catherine Deneuve è figlia dell'attore Maurice Dorléac e di Renée Deneuve, entrambi doppiatori. Debutta nel cinema ancora adolescente nel 1956, nel film Le collegiali. Anche sua sorella maggiore, Françoise Dorléac, aveva intrapreso la carriera di attrice, ma perse la vita a 25 anni in un incidente d'auto.
Dopo alcune particine poco interessanti che le fanno pensare di lasciare il mondo del cinema, grazie anche alla sorella, incontra il regista Jacques Demy che le offre il ruolo di protagonista nel film musical Les Parapluies de Cherbourg (1964). Grazie a questo film raggiunge il successo e ottiene la possibilità di lavorare in film importanti con registi di fama: La costanza della ragione di Pasquale Festa Campanile (1964), Répulsion (1965) di Roman Polański e Bella di giorno (1967) di Luis Buñuel. Quest'ultima interpretazione è elencata nelle 100 migliori di tutti i tempi secondo il Premiere Magazine.

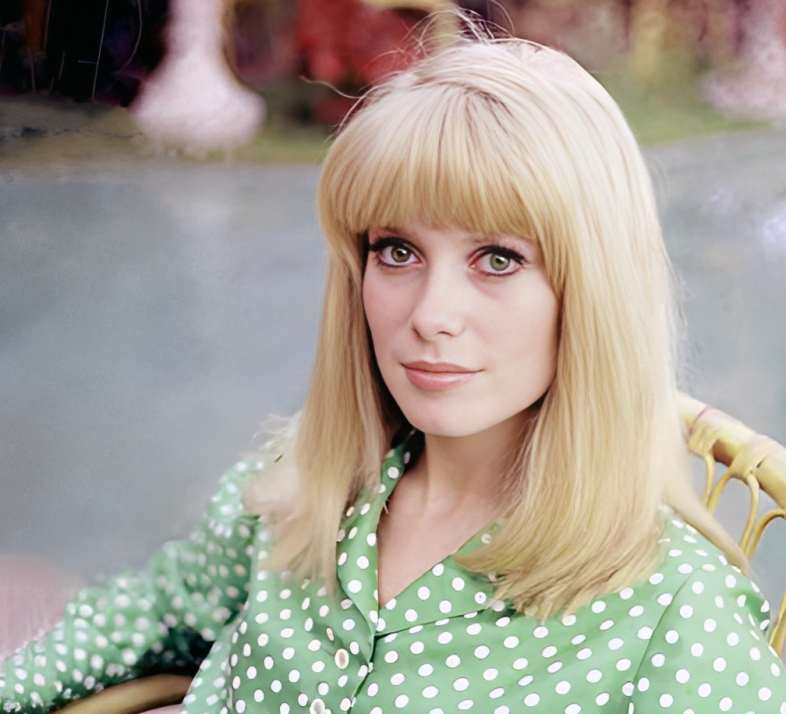
Catherine Deneuve a Venezia nel 1966

Alla fine degli anni '60 arrivano delle proposte di lavoro di Hollywood, prima Mayerling diretto da Terence Young, una superproduzione storica in cui interpreta Maria Vetsera, il grande amore dell'arciduca Rodolfo d'Austria; in seguito gira Sento che mi sta succedendo qualcosa con Jack Lemmon. Entrambi i film non suscitano grande interesse nel pubblico e nella critica e anche l'attrice non si sente soddisfatta tanto da rinunciare ad altre proposte degli studios americani anche un ruolo da Bond-girl preferendo restare nel suo paese.
Negli anni '70 continua a lavorare senza sosta non solo in Francia ma anche all'estero, soprattutto in Italia dove collabora con registi come Marco Ferreri (per il quale lavora a fianco di Marcello Mastroianni nel film La cagna del 1972), Mauro Bolognini e Dino Risi. Riceve offerte anche dagli USA che le permettono di lavorare con attori come Omar Sharif, Jack Lemmon e Gene Hackman, ma non conserva un ricordo positivo di tutti questi film. Nel 1997 è protagonista del video della canzone N'Oubliez Jamais di Joe Cocker.
Una nuova svolta nella sua carriera arriva nel 1981 con l'interpretazione nel film L'ultimo metrò di François Truffaut, grazie al quale vince il suo primo César come migliore attrice. Nel 1992 ottiene il suo secondo premio con il film Indocina, in un ruolo che le vale nel medesimo anno anche la candidatura al premio Oscar alla miglior attrice.
Nel 1998 viene premiata a Venezia con la Coppa Volpi per la migliore interpretazione femminile nel film Place Vendôme. Nel 2001 interpreta Gaby nel film/musical 8 donne e un mistero diretto da François Ozon. Nello stesso anno appare in Dancer in the Dark di Lars von Trier. Pubblica le sue memorie nel 2004, firmando l'autobiografia "A l'ombre de moi-meme". Dopo Brigitte Bardot, le sue fattezze vengono prese a modello per l'iconica figura di Marianne, simbolo femminile della Repubblica Francese usato allegoricamente su monete, banconote e francobolli del paese.
Nel 2006 viene designata come presidente della giuria della 63ª Mostra internazionale d'arte cinematografica di Venezia. Nel 2008, secondo i critici, viene indicata come una delle possibili vincitrici del premio alla miglior attrice al Festival di Cannes per Racconto di Natale, ma non ottiene il premio. Riceve però un riconoscimento speciale in occasione del 61º Festival. Nel 2009 si esibisce per la prima volta dal vivo in Italia, accanto a Michele Placido, con lo spettacolo Mi ricordo, prodotto da Angelo Tumminelli, nell'ambito del Festival della Versiliana.

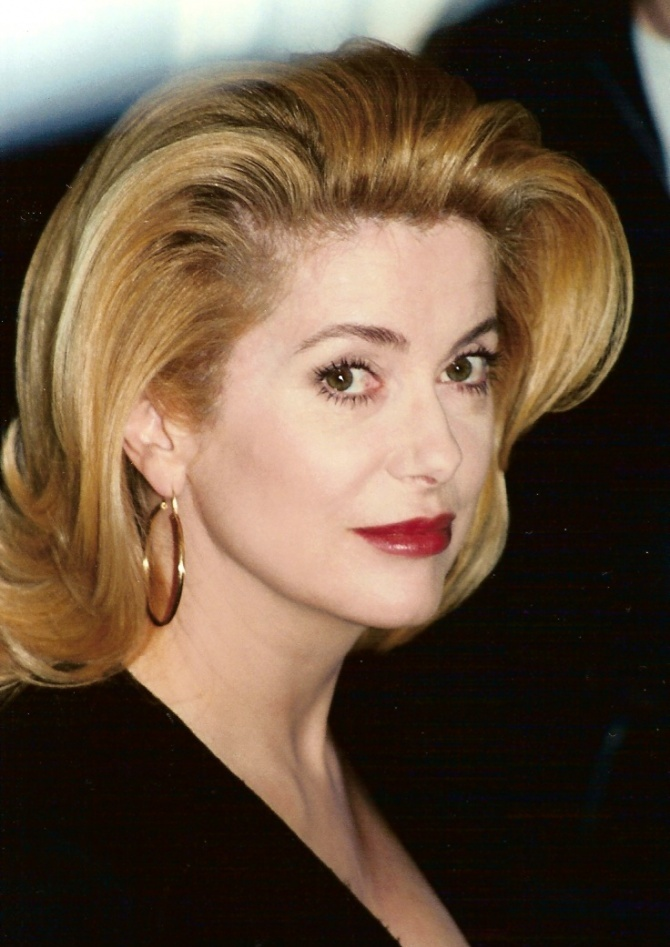
Catherine Deneuve nel 1995

Il 1º giugno 2022 viene annunciata la decisione di premiare l'attrice con il Leone d'oro alla carriera alla 79ª Mostra internazionale d'arte cinematografica di Venezia.

## Vita privata
Ambasciatrice dell'UNESCO, la Deneuve ha avuto due figli, entrambi attori: Christian Vadim, nato nel 1963 dalla sua relazione con il regista Roger Vadim, e Chiara Mastroianni, nata nel 1972 dalla sua relazione pluriennale con l'attore italiano Marcello Mastroianni.
È stata sposata una sola volta, dal 1965 al 1972, con il fotografo britannico David Bailey.

## Attivismo politico
Assieme alla figlia Chiara Mastroianni, Chantal Akerman, Christophe Honoré, Jean-Pierre Limosin, Zina Modiano, Victoria Abril, Gaël Morel, Louis Garrel, Yann Gonzalez, Clotilde Hesme, Agathe Berman e Paulo Branco è stata tra i sottoscrittori della lettera aperta agli spettatori cittadini (Lettre ouverte aux spectateurs citoyens), pubblicata da Libération il 7 aprile 2009, contro la legge numero 669 del 12 giugno 2009, nota come "Loi Création et Internet", istitutiva della HADOPI (Haute Autorité pour la diffusion des œuvres et la protection des droits sur l'Internet).
Si dichiara di sinistra, ha lottato per la legalizzazione dell'aborto nel 1971 firmando il manifesto delle 343 e appoggiando l'avvocato femminista Gisèle Halimi, sostiene i diritti LGBT e Amnesty International nella lotta contro la pena di morte. Ha più volte appoggiato il Partito Socialista e ha difeso dalle critiche misogine nel 2007 la candidata Ségolène Royal, firmando una petizione in suo favore. Ha criticato nel 2018 il movimento femminista MeToo definendolo una forma di "neo-puritanesimo" e "caccia alle streghe" verso gli uomini (pur manifestando solidarietà alle vittime conclamate di violenza sessuale e molestia) e si è schierata nel 2013 contro la proposta di legge di criminalizzazione dei clienti della prostituzione realizzata poi nel 2016, su iniziativa della ministra socialista Najat Vallaud-Belkacem.

## Filmografia

### Cinema
- Le collegiali (Les collégiennes), regia di André Hunebelle (1956)
- Les Petits Chats, regia di Jacques R. Villa (1959)
- La ragazza super sprint (Les portes claquents), regia di Jacques Poitrenaud, Michel Fernaud (1960)
- All'ultimo minuto (L'homme à femmes), regia di Jacques-Gérard Cornu (1960)
- Sophie, episodio di Les Parisiennes, regia di Marc Allégret (1961)
- I caldi amori (Et Satan conduit le bal), regia di Grisha M. Dabat (1962)
- Il vizio e la virtù (Le vice et la vertu), regia di Roger Vadim (1962)
- Antologia sessuale (Vacances portugaises), regia di Pierre Kast (1963)
- L'uomo che vendette la Tour Eiffel, episodio di Le più belle truffe del mondo, regia di Claude Chabrol (1963)
- Les Parapluies de Cherbourg, regia di Jacques Demy (1964)
- Caccia al maschio (La chasse à l'homme), regia di Édouard Molinaro (1964)
- ...poi ti sposerò (Un monsieur de compagnie), regia di Philippe de Broca (1964)
- La costanza della ragione, regia di Pasquale Festa Campanile (1964)
- Ossessione nuda (Le chant du monde), regia di Marcel Camus (1965)
- Repulsione (Repulsion), regia di Roman Polański (1965)
- L'armata sul sofà (La vie de château), regia di Jean-Paul Rappeneau (1965)
- Angela, episodio di Sopra e sotto il letto (Das Liebeskarussell), regia di Rolf Thiele (1965)
- Le creature (Les créatures), regia di Agnès Varda (1966)
- Bella di giorno (Belle de jour), regia di Luis Buñuel (1967)
- Josephine (Les Demoiselles de Rochefort), regia di Jacques Demy (1967)
- Benjamin ovvero le avventure di un adolescente (Benjamin ou Les mémoires d'un puceau), regia di Michel Deville (1967)
- Manon 70, regia di Jean Aurel (1967)
- La Chamade, regia di Alain Cavalier (1968)
- Mayerling, regia di Terence Young (1968)
- La mia droga si chiama Julie (La Sirène du Mississipi), regia di François Truffaut (1969)
- Sento che mi sta succedendo qualcosa (The April Fools), regia di Stuart Rosenberg (1969)
- Tristana, regia di Luis Buñuel (1970)
- La favolosa storia di Pelle d'Asino (Peau d'âne), regia Jacques Demy (1970)
- Tempo d'amore (Ça n'arrive qu'aux autres), regia di Nadine Trintignant (1971)
- La cagna (Liza), regia di Marco Ferreri (1972)
- Notte sulla città (Un flic), regia di Jean-Pierre Melville (1972)
- Non toccare la donna bianca, regia di Marco Ferreri (1973)
- Niente di grave, suo marito è incinto (L'Événement le plus important depuis que l'homme a marché sur la Lune), regia di Jacques Demy (1973)
- Fatti di gente perbene, regia di Mauro Bolognini (1974)
- Due prostitute a Pigalle (Zig Zig), regia di László Szabó (1974)
- La ragazza con gli stivali rossi (La femme aux bottes rouges), regia di Juan Luis Buñuel (1974)
- Appuntamento con l'assassino (L'agression), regia di Gérard Pirès (1974)
- Un gioco estremamente pericoloso (Hustle), regia di Robert Aldrich (1975)
- Il mio uomo è un selvaggio (Le sauvage), regia di Jean-Paul Rappeneau (1975)
- Chissà se lo farei ancora (Si c'était à refaire), regia di Claude Lelouch (1976)
- Anima persa, regia di Dino Risi (1977)
- La bandera - Marcia o muori (March or Die), regia di Dick Richards (1977)
- Casotto, regia di Sergio Citti (1977)
- I soldi degli altri (L'argent des autres), regia di Christian de Chalonge (1978)
- Persuasione occulta (Écoute voir...), regia di Hugo Santiago (1978)
- Ils sont grands ces petits, regia di Joël Santoni (1978)
- A noi due (A nous deux), regia di Claude Lelouch (1979)
- Coraggio scappiamo (Courage fuyons), regia di Yves Robert (1979)
- L'ultimo metrò (Le dernier métro), regia di François Truffaut (1980)
- Vi amo (Je vous aime), regia di Claude Berri (1980)
- Codice d'onore (Le choix des armes), regia di Alain Corneau (1981)
- Hôtel des Amériques, regia di André Téchiné (1981)
- Il bersaglio (Le choc), regia di Robin Davis (1982)
- Vacanze africane (L'Africain), regia di Philippe de Broca (1983)
- Miriam si sveglia a mezzanotte (The Hunger), regia di Tony Scott (1983)
- Scandalo a palazzo (Le bon plaisir), regia di Francis Girod (1983)
- Fort Saganne, regia di Alain Corneau (1984)
- Amore e musica (Paroles et musique), regia di Elie Chouraqui (1984)
- Speriamo che sia femmina, regia di Mario Monicelli (1985)
- Il luogo del delitto (Le Lieu du crime), regia di André Téchiné (1986)
- Agent trouble, regia di Jean-Pierre Mocky (1987)
- Drôle d'endroit pour une rencontre, regia di François Dupeyron (1987)
- Fréquence meurtre, regia di Elisabeth Rappeneau (1988)
- La Reine blanche, regia di Jean-Loup Hubert (1991)
- Indocina (Indochine), regia di Régis Wargnier (1992)
- La mia stagione preferita (Ma saison préférée), regia di André Téchiné (1993)
- Scacco alla regina (La partie d'echecs), regia di Yves Hanchar (1994)
- Cento e una notte (Les cent et une nuits de Simon Cinéma), regia di Agnès Varda (1995)
- I misteri del convento (O Convento), regia di Manoel de Oliveira (1995)
- Court toujours: L'inconnu, regia di Ismaël Ferroukhi (1996)
- Genealogia di un crimine (Généalogies d'un crime), regia di Raúl Ruiz (1996)
- Les Voleurs, regia di André Téchiné (1996)
- Place Vendôme, regia di Nicole Garcia (1998)
- Pola X, regia di Leos Carax (1999)
- Belle Maman, regia di Gabriel Aghion (1999)
- Le Vent de la nuit, regia di Philippe Garrel (1999)
- Est-ovest - Amore-libertà (Est-Ouest), regia di Régis Wargnier (1999)
- Il tempo ritrovato (Le temps retrouvé, d'après l'oeuvre de Marcel Proust), regia di Raúl Ruiz (1999)
- Dancer in the Dark, regia di Lars von Trier (2000)
- 8 donne e un mistero (8 femmes), regia di François Ozon (2001)
- D'Artagnan, regia di Peter Hyams (2001)
- Pollicino (Le petit poucet), regia di Olivier Dahan (2001)
- Ritorno a casa (Je rentre à la maison), regia di Manoel de Oliveira (2001)
- Au plus près du paradis, regia di Tonie Marshall (2002)
- Un film parlato (Un Filme Falado), regia di Manoel de Oliveira (2003)
- I tempi che cambiano (Les temps qui changent), regia di André Téchiné (2004)
- I re e la regina (Rois et reine), regia di Arnaud Desplechin (2004)
- Palais Royal!, regia di Valérie Lemercier (2004)
- L'eletto (Le concile de pierre), regia di Guillaume Nicloux (2006)
- Le Héros de la famille, regia di Thierry Klifa (2006)
- Après lui, regia di Gaël Morel (2007)
- Persepolis, regia di Marjane Satrapi (2007) - voce
- Racconto di Natale (Un conte de Noël), regia di Arnaud Desplechin (2008)
- Potiche - La bella statuina (Potiche), regia di François Ozon (2010)
- Scatti rubati (L'homme qui voulait vivre sa vie), regia di Éric Lartigau (2010)
- Asterix & Obelix al servizio di Sua Maestà (Astérix & Obélix: Au service de sa Majesté), regia di Laurent Tirard (2012)
- God Loves Caviar, regia di Yannis Smaragdis (2012)
- On My Way (Elle s'en va), regia di Emmanuelle Bercot (2013)
- Tre cuori (3 coeurs), regia di Benoît Jacquot (2014)
- Piccole crepe, grossi guai (Dans la cour), regia di Pierre Salvadori (2014)
- L'Homme que l'on aimait trop, regia di André Téchiné (2014)
- Dio esiste e vive a Bruxelles (Le Tout Nouveau Testament), regia di Jaco Van Dormael (2015)
- A testa alta (La Tête haute), regia di Emmanuelle Bercot (2015)
- Quello che so di lei (Sage femme), regia di Martin Provost (2017)
- All That Divides Us - Amore criminale (Tout nous sépare), regia di Thierry Klifa (2017)
- Bonne pomme - Nessuno è perfetto (Bonne pomme), regia di Florence Quentin (2017)
- L'erba cattiva (Mauvaises Herbes), regia di Kheiron (2018)
- Tutti i ricordi di Claire (La Dernière Folie de Claire Darling), regia di Julie Bertuccelli (2018)
- Fete de famille, regia di Cedric Kahn (2019)
- Le verità (La Vérité), regia di Hirokazu Kore'eda (2019)
- Adieu a la nuit, regia di André Techine' (2019)
- De son vivant, regia di Emmanuelle Bercot (2021)
- La moglie del presidente (Bernadette), regia di Léa Domenach (2023)
- Marcello mio, regia di Christophe Honoré (2024)
- Spirit World - La festa delle lanterne, regia di Eric Khoo (2024)

### Televisione
- Princesse Marie, regia di Benoît Jacquot – miniserie TV (2003)
- Le relazioni pericolose (Les liaisons dangereuses), regia di Josée Dayan – miniserie TV (2003)
- Nip/Tuck – serie TV, episodio 4x12 (2006)

## Riconoscimenti
- Premio Oscar
  - 1993 – Candidatura alla miglior attrice protagonista per Indocina
- BAFTA
  - 1969 – Candidatura alla migliore attrice protagonista per Bella di giorno
- David di Donatello
  - 1981 – Migliore attrice straniera per L'ultimo metrò
- Festival di Berlino
  - 1989 – Orso d'oro alla carriera
  - 2002 – Orso d'argento per il miglior contributo artistico per 8 donne e un mistero (condiviso con tutto il cast femminile)
- Festival di Cannes
  - 2005 – Palma d'oro onoraria
  - 2008 – Premio speciale
- Festival di Venezia
  - 1998 – Coppa Volpi per la migliore interpretazione femminile per Place Vendôme
  - 2022 – Leone d'oro alla carriera
- New York Film Critics Circle Awards
  - 1965 – Candidatura per la miglior attrice protagonista per Repulsione
- Premio César
  - 1976 – Candidatura alla migliore attrice per Il mio uomo è un selvaggio
  - 1981 – Migliore attrice per L'ultimo metrò
  - 1982 – Candidatura alla migliore attrice per Hôtel des Amériques
  - 1988 – Candidatura alla migliore attrice per Agent trouble
  - 1989 – Candidatura alla migliore attrice per Drôle d'endroit pour une rencontre
  - 1993 – Migliore attrice per Indocina
  - 1994 – Candidatura alla migliore attrice per La mia stagione preferita
  - 1997 – Candidatura alla migliore attrice per Les Voleurs
  - 1999 – Candidatura alla migliore attrice per Place Vendôme
  - 2006 – Candidatura alla migliore attrice non protagonista per Palais Royal!
  - 2011 – Candidatura alla migliore attrice per Potiche - La bella statuina
  - 2014 – Candidatura alla migliore attrice per Elle s'en va
  - 2015 – Candidatura alla migliore attrice per Piccole crepe, grossi guai
  - 2016 – Candidatura per la migliore attrice per A testa alta

### Altri premi
- Laurel Awards
  - 1970 - Candidatura per la migliore star femminile
- Premio Bambi
  - 1976 – Miglior coppia in una commedia per Il mio uomo è un selvaggio (condiviso con Yves Montand)
  - 2001 – Premio alla carriera
- Festival internazionale del cinema di San Sebastián
  - 1995 – Premio Donostia alla carriera
- Festival cinematografico internazionale di Mosca
  - 1997 – Premio onorario per il contributo al cinema
  - 2012 – Premio Stanislavskij
- Satellite Award
  - 2001 – Candidatura per la miglior attrice non protagonista in un film drammatico per Dancer in the Dark
  - 2008 – Candidatura per la miglior attrice in un film drammatico per Racconto di Natale
- European Film Awards
  - 2002 – Miglior attrice per 8 donne e un mistero (condiviso con tutto il cast femminile)
  - 2013 – Premio alla carriera
- Montreal World Film Festival
  - 2011 – Grand Prix Special des Amériques
- Festival du film de Cabourg
  - 2013 – Premio Colpo al cuore per Elle s'en va
- Premio Lumière
  - 2012 – Candidatura per la miglior attrice per Les Bien-aimés (condiviso con Chiara Mastroianni)
  - 2014 – Candidatura per la miglior attrice per Elle s'en va
- Festival internazionale del cinema di Dubai
  - 2015 – Premio alla carriera
- Golden Camera
  - 1994 – Miglior attrice internazionale per Ma saison préférée
- Telluride Film Festival
  - 1999 – Silver Medallion
- Palm Springs International Film Festival
  - 2000 – International Filmmaker Award
- Shanghai International Film Festival
  - 2006 – Premio speciale per i risultati artistici
- Transilvania International Film Festival
  - 2008 – Premio alla carriera
- Taormina Film Fest
  - 2009 – Taormina Arte Award
- Festival internazionale del cinema di Adalia
  - 2015 – Premio onorario
- Monte-Carlo Film Festival de la Comédie
  - 2017 – Premio della giuria per la miglior attrice per Quello che so di lei
- CinEuphoria Awards
  - 2019 – Premio onorario alla carriera
- Globes de Cristal Awards
  - 2009 – Candidatura per la miglior attrice per Racconto di Natale
  - 2018 – Candidatura per la miglior attrice per Quello che so di lei
- Awards Circuit Community Awards
  - 1992 – Candidatura per la migliore attrice protagonista per Indocina
- Women in Film Crystal + Lucy Awards
  - 1993 – Premio internazionale
- Bangkok International Film Festival
  - 2006 – Premio alla carriera
- Filmfest Hamburg
  - 2015 – Premio Douglas Sirk
- Hawaii European Cinema Film Festival
  - 2015 – Premio Christina Hassell alla carriera
- Odessa International Film Festival
  - 2019 – Premio Golden Duke alla carriera

## Doppiatrici italiane
Nelle versioni in italiano dei suoi film, Catherine Deneuve è stata doppiata da:
- Maria Pia Di Meo in All'ultimo minuto, Caccia al maschio, La Chamade, La mia droga si chiama Julie, Appuntamento con l'assassino, Un gioco estremamente pericoloso, Chissà se lo farei ancora,La bandera - Marcia o muori, Codice d'onore, Speriamo che sia femmina, Place Vendôme, Pola X, Le relazioni pericolose, I re e la regina, L'eletto, Scatti rubati, Amore e musica, Asterix & Obelix al servizio di Sua Maestà, On My Way, All That Divides Us - Amore criminale, Bonne pomme - Nessuno è perfetto
- Melina Martello in Le più belle truffe del mondo, L'ultimo metrò, 8 donne e un mistero, Racconto di Natale, Potiche - La bella statuina, Tre cuori, Quello che so di lei, L'erba cattiva, Tutti i ricordi di Claire, Le verità, Marcello mio
- Vittoria Febbi in ...poi ti sposerò, La favolosa storia di Pelle d'Asino, Niente di grave, suo marito è incinto, Anima persa, Il bersaglio, Pollicino
- Angiola Baggi in I misteri del convento, Est-ovest - Amore-libertà, Il tempo ritrovato, Nip/Tuck, I tempi che cambiano, A testa alta
- Fiorella Betti in Repulsione, Benjamin ovvero le avventure di un adolescente, Mayerling, Sento che mi sta succedendo qualcosa
- Gabriella Genta in Bella di giorno, Manon 70
- Rossella Izzo in Indocina, Genealogia di un crimine
- Alessandra Korompay in Dio esiste e vive a Bruxelles, La moglie del presidente
- Lorenza Biella in Tristana, Due prostitute a Pigalle
- Ada Maria Serra Zanetti in Persuasione occulta, D'Artagnan
- Livia Giampalmo in Josephine
- Rita Savagnone in La cagna
- Micaela Pignatelli in Coraggio scappiamo
- Margherita Sestito in Vi amo
- Germana Dominici in Miriam si sveglia a mezzanotte
- Ludovica Marineo in Ma saison préférée
- Micaela Esdra in Cento e una notte
- Beatrice Palme in Dancer in the Dark
- Daniela Trapelli in Piccole crepe, grossi guai
- Roberta Greganti in Spirit World - La festa delle lanterne

Da doppiatrice è sostituita da:
- Licia Maglietta in Persepolis